# IC 2199
IC 2199 је спирална галаксија у сазвјежђу Близанци која се налази на листи објеката дубоког неба у Индекс каталогу.
Деклинација објекта је + 31° 16' 33" а ректасцензија 7h 34m 55,6s. Привидна величина (магнитуда) објекта IC 2199 износи 13,1 а фотографска магнитуда 13,8. IC 2199 је још познат и под ознакама UGC 3915, MCG 5-18-22, CGCG 147-42, IRAS 07317+3123, PGC 21328.